# Poecilopharis curtisi
Poecilopharis curtisi är en skalbaggsart som beskrevs av Waterhouse 1884. Poecilopharis curtisi ingår i släktet Poecilopharis och familjen Cetoniidae. Inga underarter finns listade i Catalogue of Life.